# Oerscher Hof

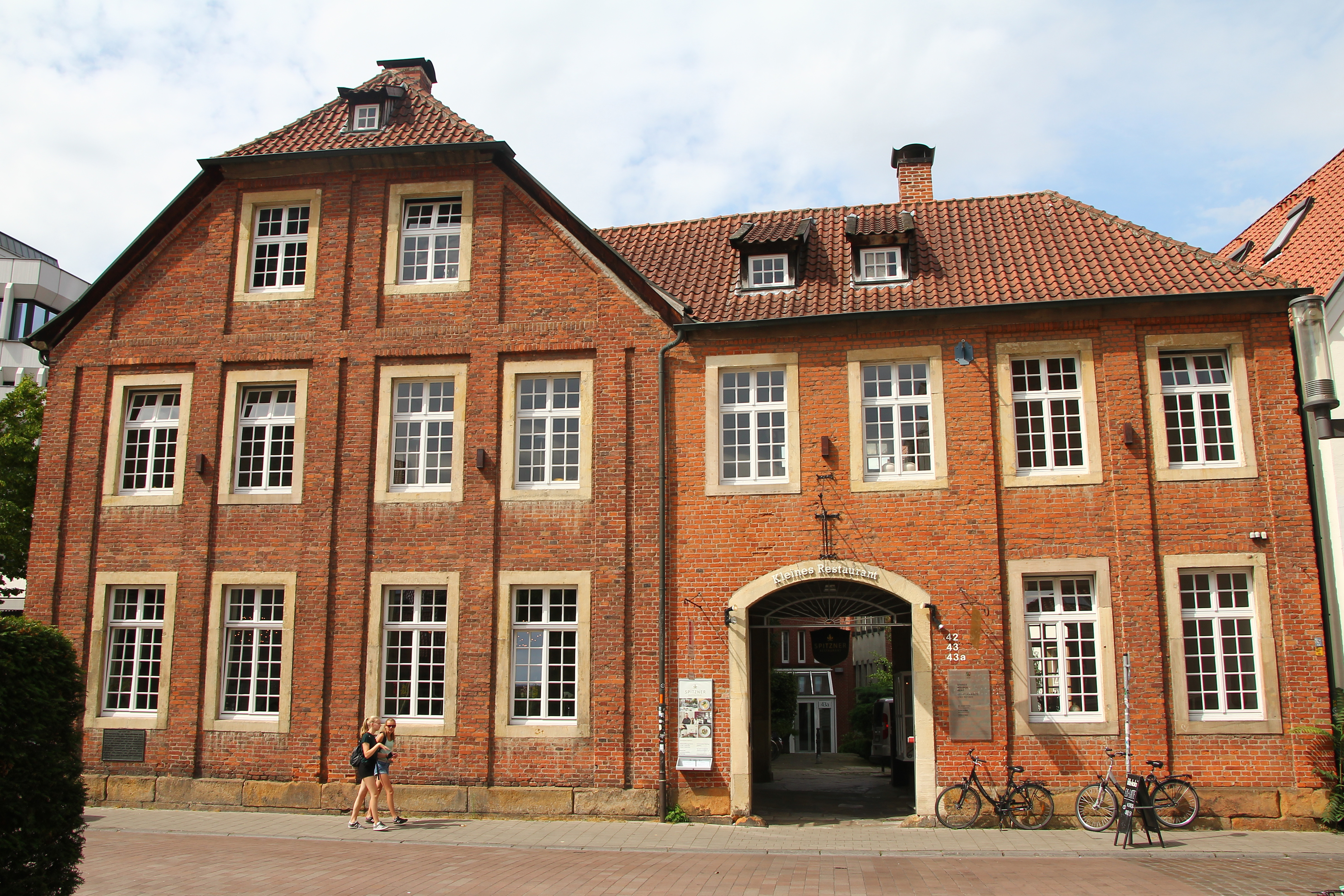
Münster, Oerscher Hof

Der Oersche Hof ist ein in der Königsstraße 42 gelegener barocker Adelshof in Münster (Westfalen).

## Geschichte
Errichtet wurde der Bau 1749 von Johann Conrad Schlaun für Nikolaus Hermann Joseph von Beverfoerde zu Stockum. Nach dem Aussterben der Familie 1798 fiel er durch Erbfolge an Clemens von Oer zu Egelborg. Daraufhin erhielt der Adelshof seinen heutigen Namen.
Der lediglich aus stilistischen Gründen Schlaun zugeschriebene Oersche Hof ist dessen einziges Bauwerk in Münster, das nicht während der Luftangriffe auf Münster im Zweiten Weltkrieg zerstört oder beschädigt wurde. 1976 erfolgte eine grundlegende Restaurierung des Gebäudekomplexes unter Beseitigung der um 1900 aufgebrachten Putzschicht.

## Architektur
Der Oersche Hof ist ein giebelständiges, mit einem Krüppelwalmdach geschlossenes Bauwerk. Die Familie von Oer ließ den Hof um 1800 zur Straße hin schließen, indem ein niedrigeres Traufenhaus mit einer Tordurchfahrt als Seitentrakt angebaut wurde. Die Gliederung der in Backstein ausgeführten Giebelfassade erfolgte durch Lisenen, die an der Gebäudekante und in der Mittelachse zu Doppelstreifen zusammengefasst sind.